# Sant'Andrea delle Fratte (titolo cardinalizio)
Sant'Andrea delle Fratte (in latino: Titulus Sancti Andreae Apostoli de Hortis) è un titolo cardinalizio istituito da papa Giovanni XXIII il 12 marzo 1960 con la costituzione apostolica Cum nobis. Il titolo insiste sulla basilica di Sant'Andrea delle Fratte, sita nel rione Colonna e sede parrocchiale almeno dal XVI secolo.
Dal 21 ottobre 2003 il titolare è il cardinale Ennio Antonelli, presidente emerito del Pontificio consiglio per la famiglia.

## Titolari
- Paolo Marella (31 marzo 1960 - 15 marzo 1972 nominato cardinale vescovo di Porto e Santa Rufina)
- Joseph Marie Anthony Cordeiro (5 marzo 1973 - 11 febbraio 1994 deceduto)
- Thomas Joseph Winning (26 novembre 1994 - 17 giugno 2001 deceduto)
- Ennio Antonelli, dal 21 ottobre 2003